# Mongiuffi Melia
Mongiuffi Melia är en kommun i storstadsregionen Messina, innan 2015 i provinsen Messina, i regionen Sicilien i sydvästra Italien. Kommunen hade 578 invånare (2017).
Kokkunen består av byarna Mongiuffi och Melia. 